# Triftgletscher (Gadmen)

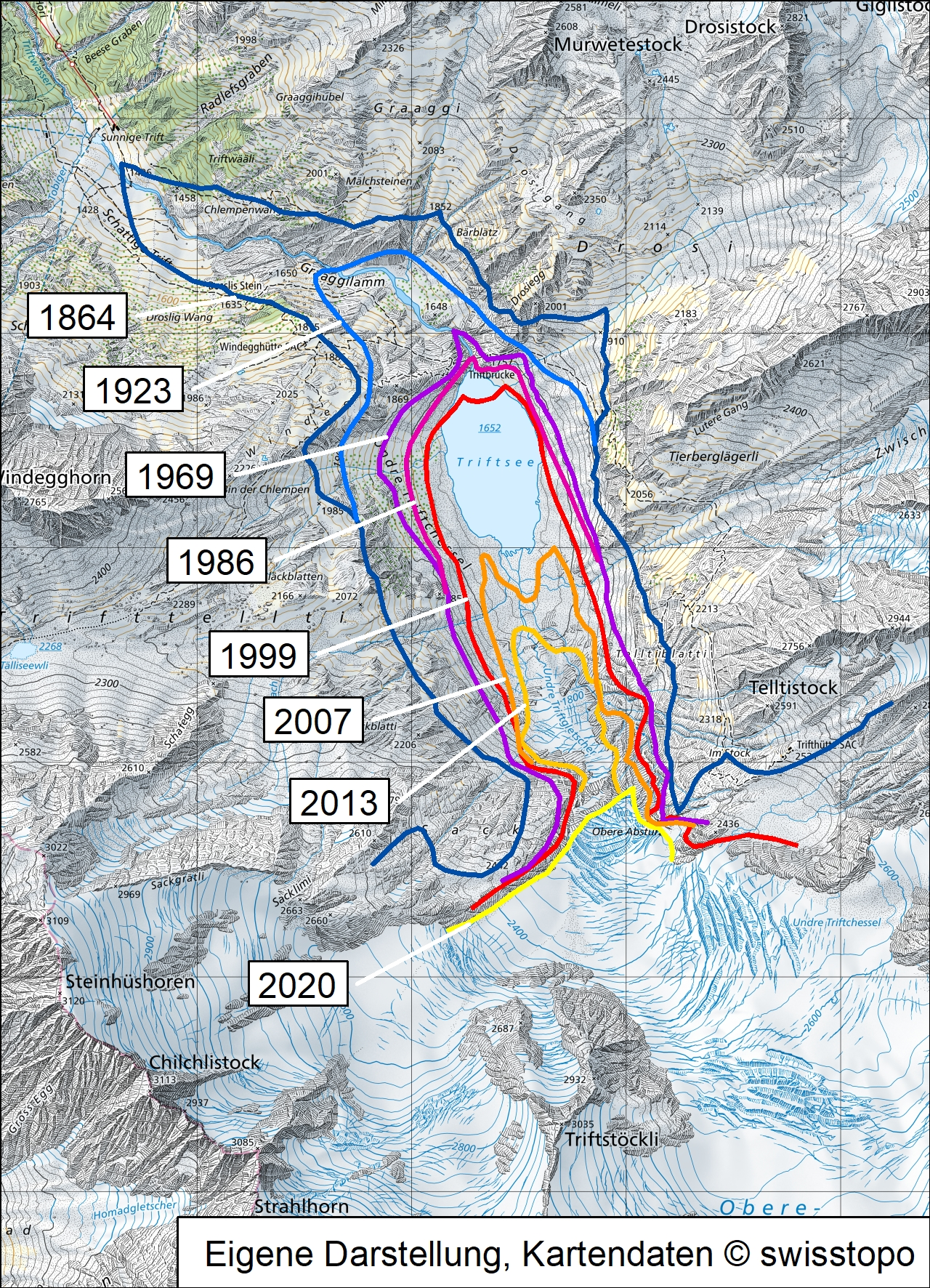
Die schwindende Ausdehnung des Triftgletscher seit 1864 (Mary Leibundgut)

Der Triftgletscher ist ein Talgletscher bei Gadmen im äussersten Osten des Kantons Bern, in den Zentralalpen der Schweiz. Er war 2013 etwa 4 km lang, im oberen Teil bis zu 3 km, im Zungenbereich aber kaum mehr als 500 m breit. Er bedeckte 2016 mit seinen Seitengletschern eine Fläche von ungefähr 14,5 km².

## Lage
Der Triftgletscher entsteht aus mehreren Firnbecken an der Nordflanke des Winterbergmassivs. Seinen Ausgangspunkt nimmt er am Nordhang des vergletscherten Tieralplistocks auf 3300 m ü. M. Er fliesst nordwärts in eine weite Arena mit 3 km Durchmesser, im Westen vom Diechterhorn (3389 m ü. M.) und im Osten vom Weissen Nollen (3398 m ü. M.) begrenzt. Über den firnbedeckten Pass (3081 m ü. M.) der Unteren Triftlücke hat der Gletscher gegen Süden Verbindung mit dem Rhonegletscher. Weitere Zuflüsse hat der Triftgletscher aus dem Triftsack, einem Kar nördlich des Weissen Nollens, das auf drei Seiten von fast senkrechten, 300 m hohen Felswänden umgeben ist, sowie vom Hinteren Tierberg, vom Gwächtenhorn (3215 m ü. M.) und vom Steinhüshorn (3121 m ü. M.). Am Oberen Sack stürzt der Gletscher wild zerklüftet über eine 400 m hohe Felswand steil in die Tiefe (mit einem Gefälle von etwa 60 %).
Unterhalb dieser Steilstelle mündete der Triftgletscher 2004 auf rund 1660 m ü. M. in einen See oberhalb des Felsriegels der Windegg. Dem See entfliesst das Triftwasser durch eine Schlucht in der Felsbarriere, ein Seitenbach des Gadmerwassers, welches bei Innertkirchen in die Aare mündet. Im Jahr 2016 hat sich der Gletscher über diese Felsbarriere zurückgezogen, unterhalb befindet sich nur noch ein Toteisfeld, der Rest der ehemaligen Gletscherzunge.

## Entwicklung
Im Hochstadium der Kleinen Eiszeit um die Mitte des 19. Jahrhunderts überlappte der Triftgletscher diesen Felsriegel, reichte dabei noch über 2 km weiter talabwärts und endete auf 1400 m ü. M. Der Talkessel, in welchem heute der See liegt, war noch bis weit ins 20. Jahrhundert hinein durch eine grosse Eismasse aufgefüllt. In den 1990er Jahren begannen sich an der Gletscherzunge direkt hinter der Felsbarriere kleinere Schmelzwasserbecken zu bilden, die sich allmählich vergrösserten. Besonders stark setzte dem Gletscher der Hitzesommer 2003 zu. Der See wurde rasch grösser und die Gletscherzunge versank förmlich im Schmelzwassersee, beziehungsweise löste sich darin auf, was zu einem Gletscherrückgang von über 136 m innerhalb eines Jahres führte. Seit 1861 hat sich der Gletscher um insgesamt 2'771 m zurückgezogen.
| Jahr         | 1850 | 1973 | 1999/2000 | 2013         |
| Fläche (km²) | 19,3 | 16,5 | 15        | 14,56 (2016) |
| Länge (km)   | 7,6  | 5,8  | 5,6       | 3,7          |

## Weiteres
Der Triftgletscher wurde 1839 erstmals in Längsrichtung überquert. Eine Dreiergruppe mit Gottlieb Studer startete im Gadmertal und erreichte am Tag darauf via Rhonegletscher den Grimselpass.
Auf 2520 m ü. M. am Westhang des Hinteren Tierbergs steht die Trifthütte des Schweizer Alpen-Clubs SAC. Bis 2004 war sie nur durch eine Überquerung des Triftgletschers zu erreichen. Früher führte der Weg dort über die Gletscherzunge, wo sich heute der See befindet. Um die Jahrtausendwende konnte die Hütte nur noch von erfahrenen Alpinwanderern erreicht werden. Um die Unterkunft wieder einem grösseren Wanderpublikum zugänglich zu machen, wurde 2004 am Felsriegel die Triftbrücke über das Triftwasser gebaut. 2009 wurde diese durch eine Neukonstruktion ersetzt. Sie gehört zu den längsten und höchsten Seilbrücken Europas. Seit 2021 ist dieser Weg jedoch demontiert, da die Trifthütte von einer Lawine zerstört wurde. Eine der Hüttenaufstiegsvarianten zur Windegghütte führt bei der Seilbrücke vorbei, ohne dass diese dabei überquert werden muss.
Unterhalb des Triftgletschers, im Gletschervorfeld, planen die Kraftwerke Oberhasli AG (KWO) den Bau eines Stausees. Er wäre in der Schweiz der erste Stauseeneubau seit dreissig Jahren. Begründet wird das Projekt mit der Energiewende und dem Klimaschutz. Während grosse Umweltverbände ihr Einverständnis erklärt haben, hat sich ein gegnerisches Triftkomitee gebildet.

## Bildergalerie

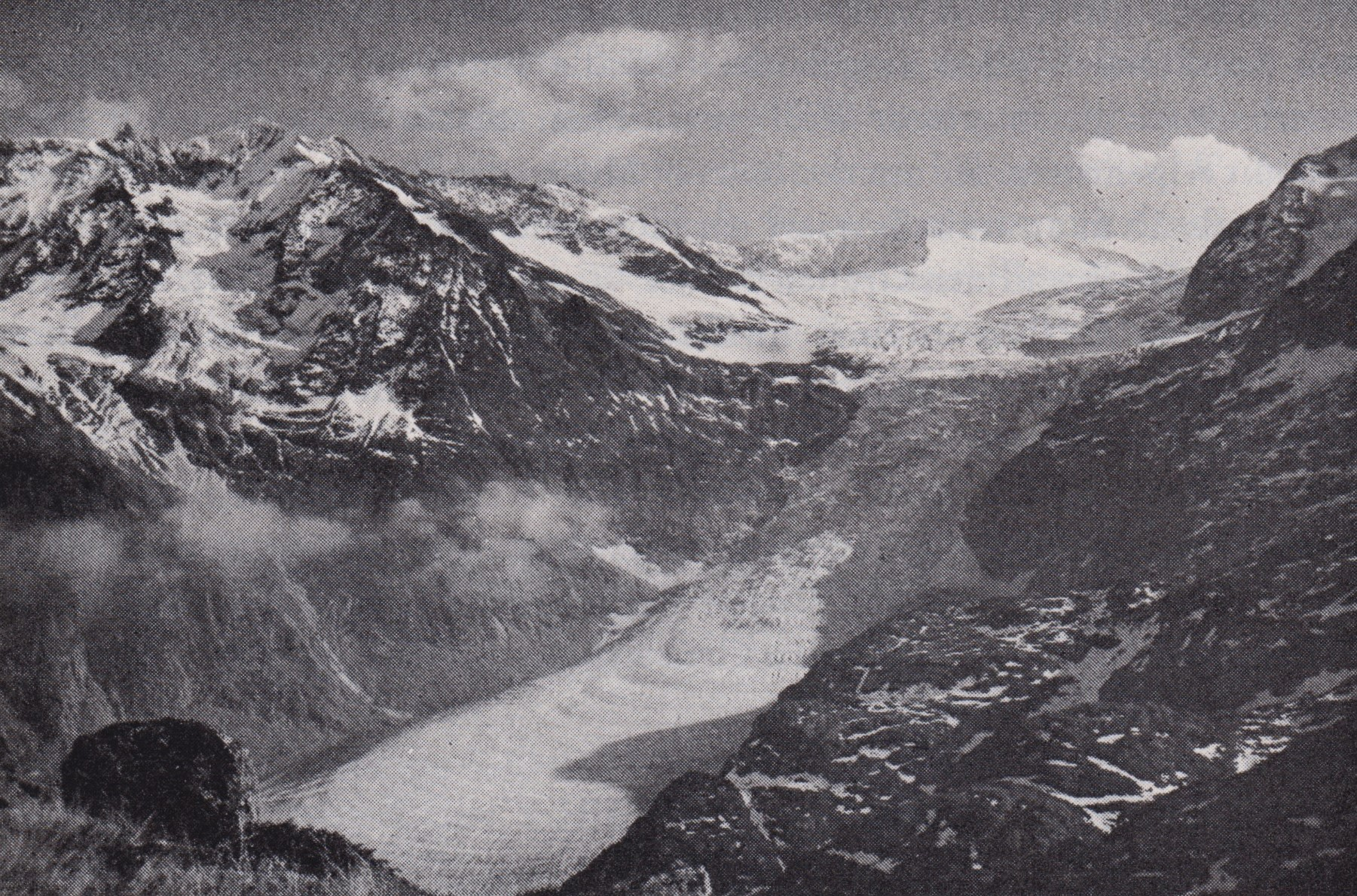
1971 bedeckt die Gletscherzunge den ganzen Talboden
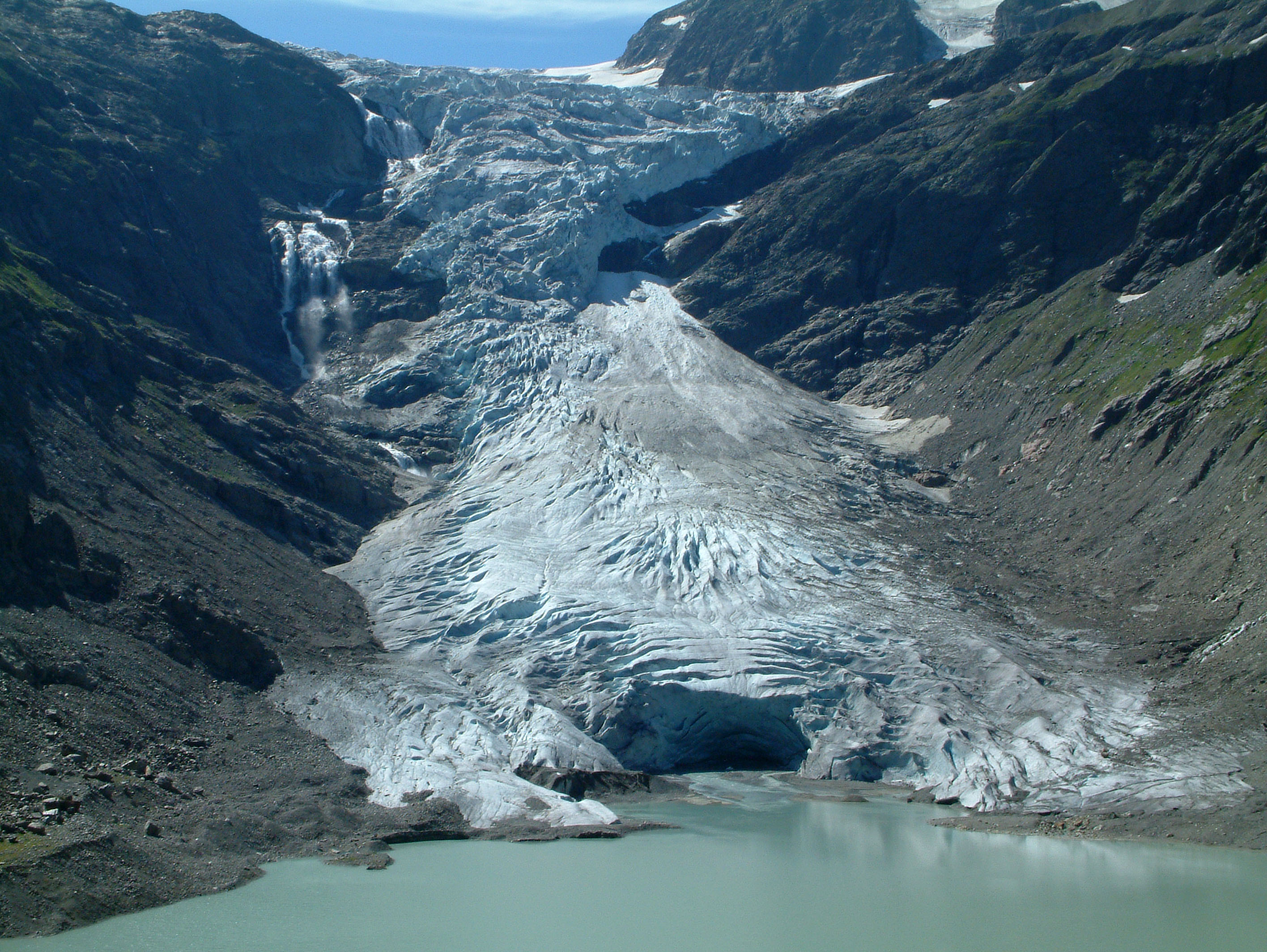
Triftgletscher im Sommer 2006
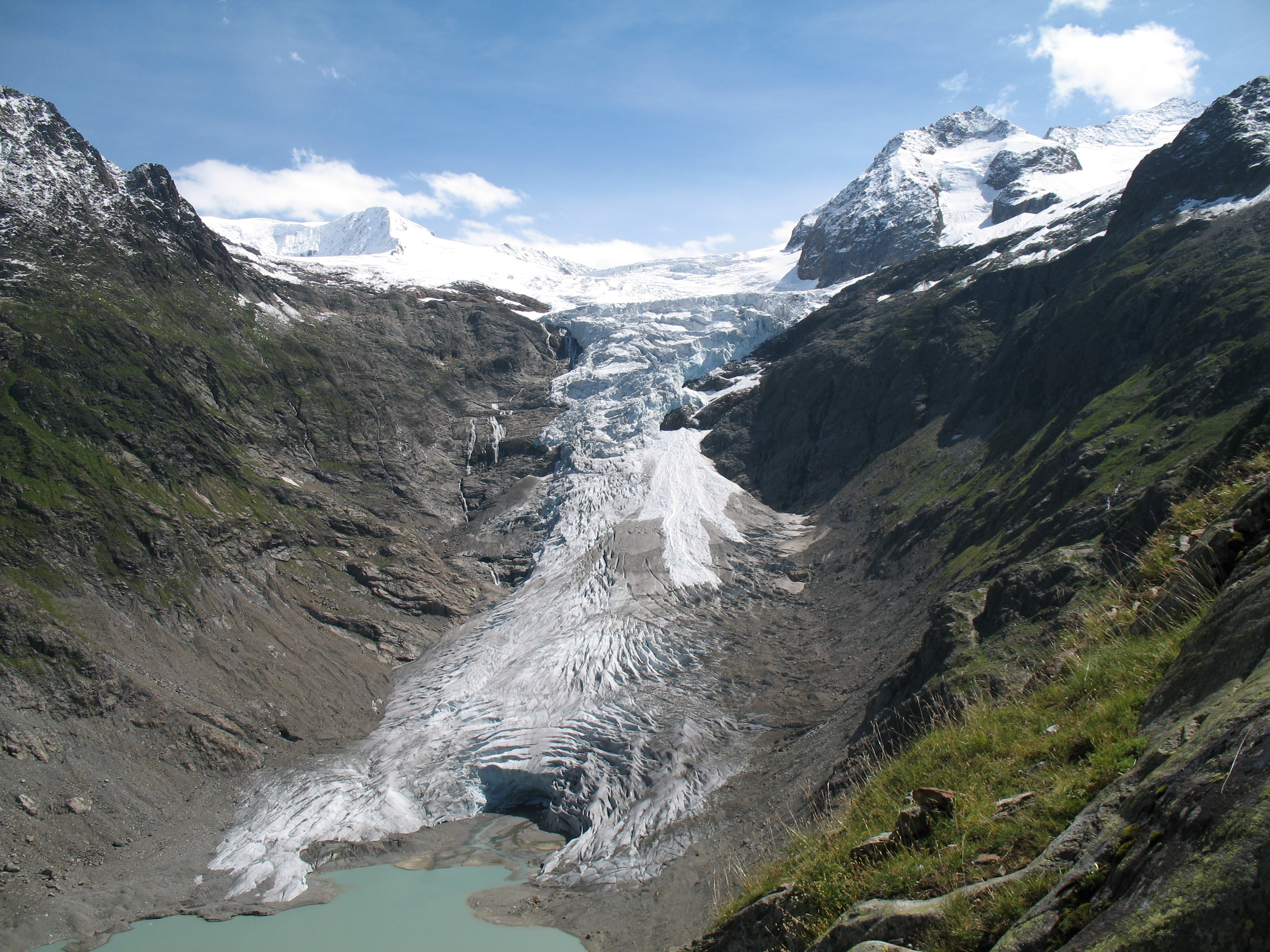
Triftgletscher im September 2006
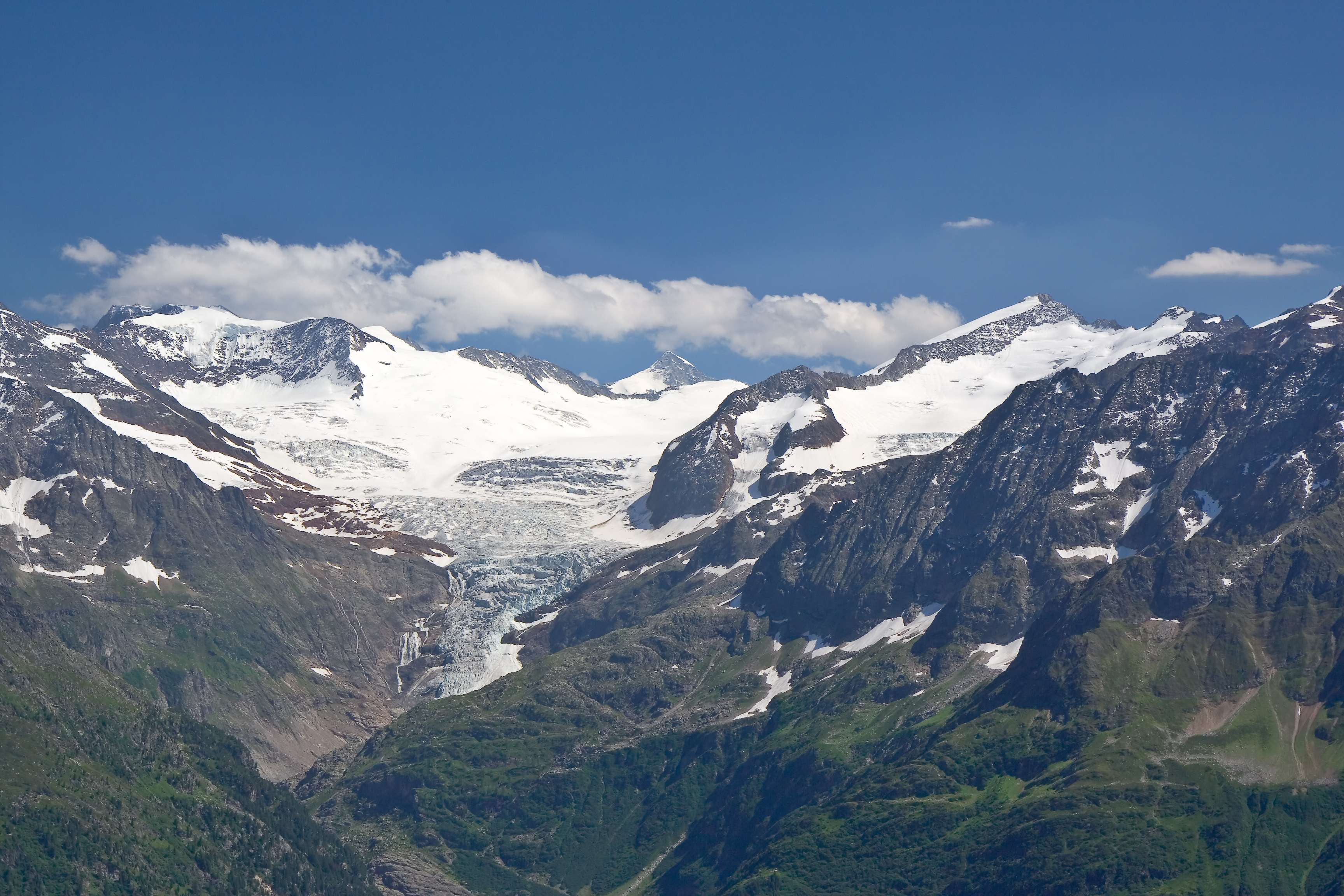
Triftgletscher im Sommer 2007
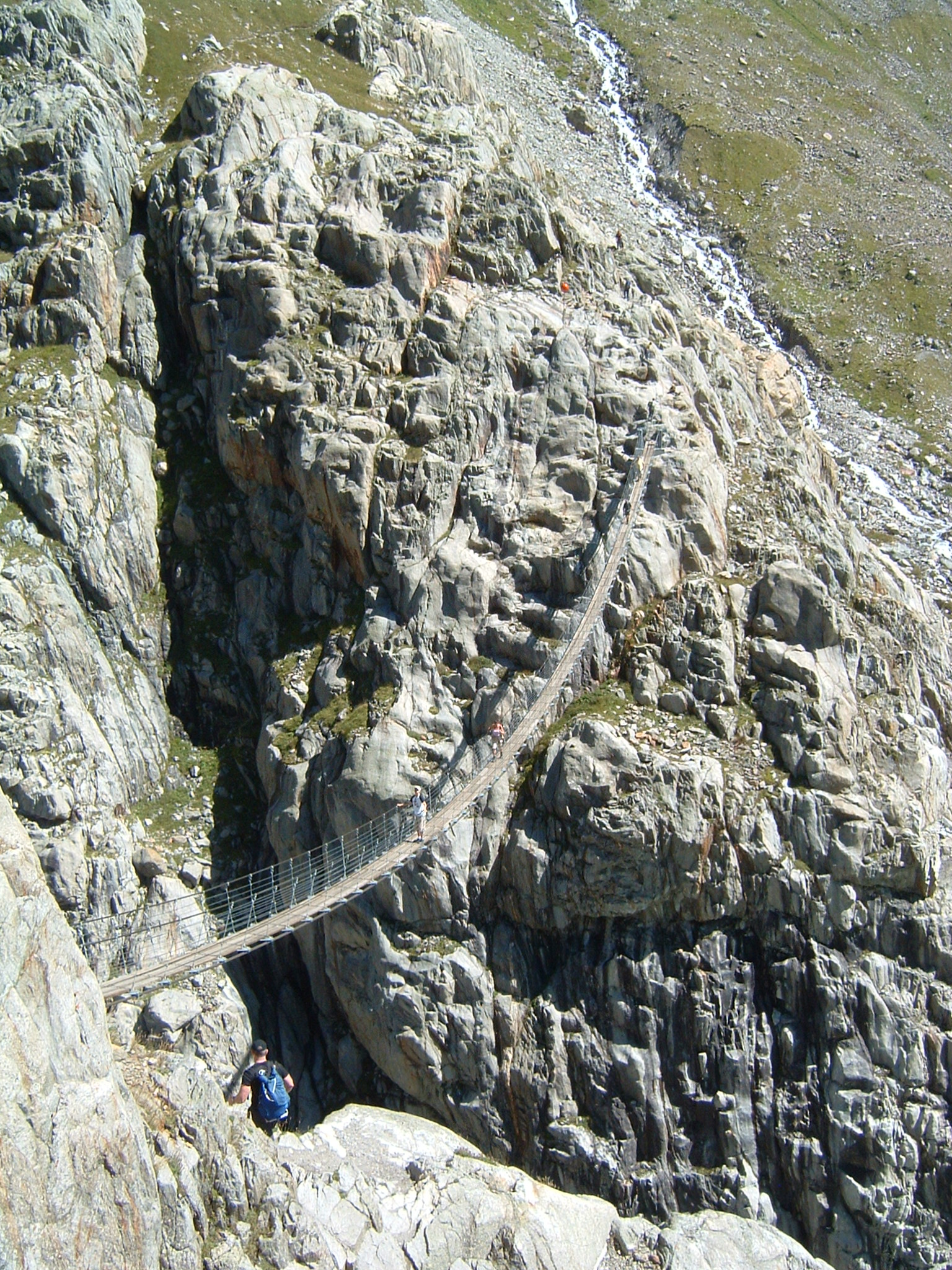
Alte Triftbrücke über das Triftwasser
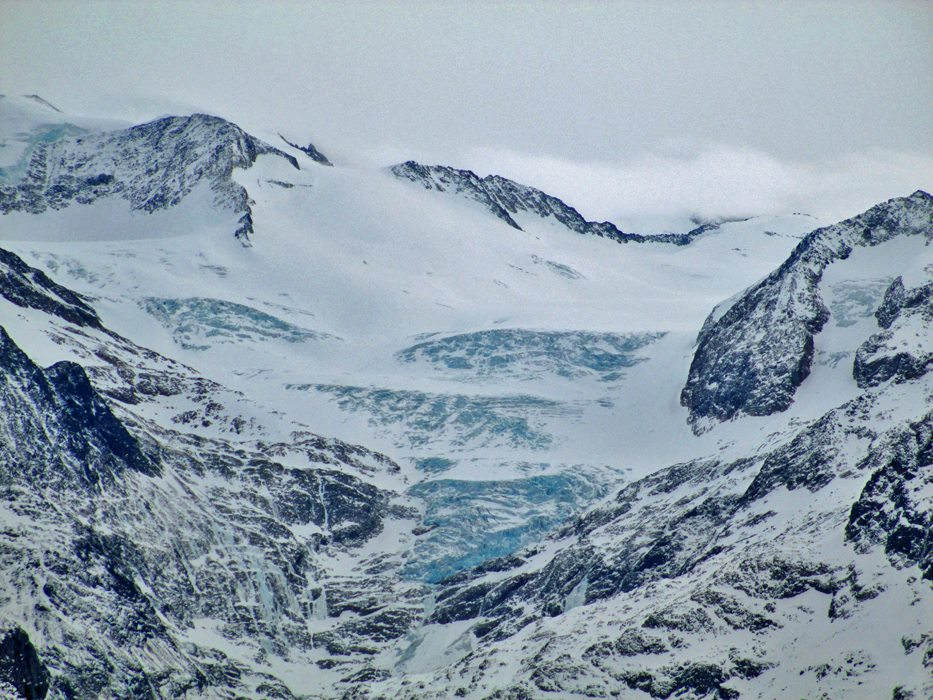
Triftgletscher im Winter 2014
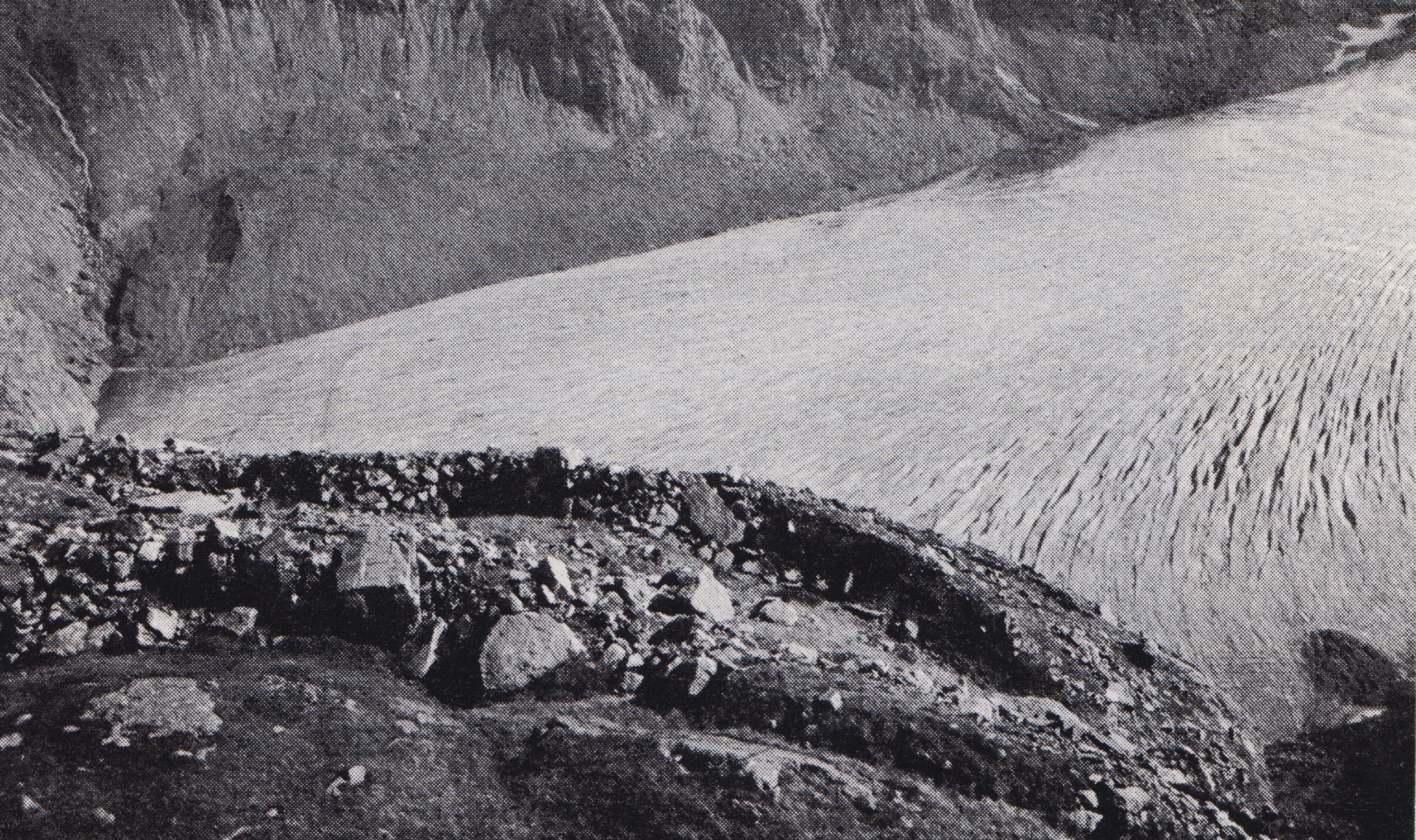
Triftgletscher mit 1860er-Moränen, Aufnahme im Sommer 1971